# الرجل الخفي (رالف إليسون)
الرجل الخفي (بالإنجليزية: Invisible Man) هي قصة واقعية تتحدث عن قضايا العنصرية، كتبها الروائي الأمريكي من أصل أفريقي رالف إيلسون، وفازت بالجائزة الوطنية للكتاب عن فئة الخيال في عام 1953.
في عام 1998، صنفت مودرن لايبراري في أمريكا رواية الرجل الخفي بالمرتبة 19 في قائمتها أفضل مئة رواية حسب دار مودرن لايبراري في القرن العشرين. ضمنت مجلة تايم رواية الرجل الخفي في قائمتها أفضل 100 رواية باللغة الإنجليزية حسب التايم منذ عام 1923 وحتى عام 2005، إذ أطلقت عليها «الرواية البيكارسكية الأمريكية الجوهرية للقرن العشرين» بدلًا من «رواية عرقية، أو حتى رواية تشكيل التعليم». لاحظ مالكوم برادبري وريتشارد رولاند في الرواية رؤية وجودية «شبيهة بعبثية آراء كافكا». وفقًا لصحيفة النيويورك تايمز، جعل الرئيس السابق للولايات المتحدة الأمريكية باراك أوباما مذكراته أحلام من أبي على غرار رواية إيلسون.

## المضمون
رغم أن رواية الرجل الخفي تتحدث عن حياة الأمريكيين الأفارقة ومجتمعهم، فهي في الواقع أعم وأشمل بإنسانيتها، فواقع الحياة التي يعيشها بطل الرواية وهو شاب في مستهل حياته قد يتشابه مع واقع الفوارق الطبقية، والعائلية، والعرقية، والطائفية، وغيرها.
اكتسبت الرواية من هذا المفهوم ديمومتها التي عززتها جماليات اللغة والإيقاع الموسيقي، والمستمدة كما أوضح الكاتب من أغاني وموسيقى الجاز التي برع فيها الأمريكيون الأفارقة. كل ذلك إلى جانب الرمزية والشعرية.

## خلفية
يقول رالف إيلسون في مقدمته لطبعة الذكرى السنوية الثلاثين أنه بدأ بكتابة ما أصبح لاحقًا رواية الرجل الخفي في مزرعة بمدينة ويتفيلد بولاية فيرمونت في عام 1945 خلال إجازة مرضية من الأسطول التجاري الأمريكي. استغرق الكتاب خمس سنوات لاكتماله مع سنة انقطاع لما أطلق عليه إيلسون «رواية قصيرة غير مدروسة». نُشرت رواية الرجل الخفي كاملة في عام 1952. كان إيلسون قد نشر جزءًا من الكتاب في عام 1947، مشهد «باتل رويال» المعروف، الذي عُرض على الكاتب سيريل كونولي محرر مجلة أوريزون عن طريق الإعلامي فرانك تايلور، وهو أحد داعمي إيلسون الأوائل.
ذكر إيلسون في أثناء استلامه الجائزة الوطنية للكتاب لعام 1953 أن الأهمية الأساسية للرواية تكمن في «توجهها التجريبي». قبل الرجل الخفي، كُتبت العديد من الروايات (إن لم يكن معظمها) التي كانت تسلط الضوء على حياة الأمريكيين الأفارقة من أجل الاحتجاج الاجتماعي فقط، ومن أبرزها رواية الابن المحلي ورواية كوخ العم توم. على النقيض من ذلك، يذكر الراوي في الرجل الخفي «أنا لا أتذمر ولا أحتج»، في إشارة إلى الابتعاد عن الاحتجاج الذي تحدث عنه إيلسون مسبقًا. وعلى نحو مماثل، في مقال «العالم والوعاء»، الذي جاء ردًا على مقال إيرفينغ «الفتية السود والأبناء المحليون»، الذي وفقًا لرأي إليسون «يثير عداء إيلسون و[جيمس] بالدوين ضد [ريتشارد] رايت ومن ثم يعطي رايت الحجة الأقوى»، يدلي إليسون ببيان أوضح عن الموقف الذي اتخذه حول كتابه في فئة الأعمال الأكبر حجمًا من قبل أمريكي تصادف أنه أفريقي. في المقطع الافتتاحي لذلك المقال، يطرح إيلسون ثلاثة أسئلة: «لماذا يصح في كثير من الأحيان أن النقاد عندما يواجهون أشخاصًا أمريكيين أفارقة يصفونهم بالزنوج فإنهم يسقطون الصورة المشرقة لقدراتهم النقدية المتعارف عليها ويهبطون إلى نمط التحليل البدائي؟ لماذا يبدو أن النقاد ذوي التوجه الاجتماعي ينظرون إلى الأدب على أنه أقل مكانةً من السياسة ويفضلون تشويه الرواية على أن يصححوا انتقاداتهم لها؟ لماذا هناك عدد هائل من النقاد الذين يخبروننا عن حياة الزنوج لا يكلفون أنفسهم بمعرفة سبب اختلافهم أو تمييزهم؟». أشار إيلسون في رواية الرجل الخفي إلى حركتين مهمتين: نهضة هارلم وحركة الفنون السوداء، إذ يمكن إيجاد قصائد غنائية لكلتا الحركتين فيها.

## وصلات خارجية
- الرجل الخفي على موقع الموسوعة البريطانية (الإنجليزية)

- Ralph Ellison, 1914–1994: His Book 'Invisible Man' Won Awards and Is Still Discussed Today (VOA Special English)
- Full text of The Paris Review's 1955 interview Mr. Ellison
- New York Times article on the 30th Anniversary of the novel's publication—includes an interview with the author
- Teacher's Guide at Random House
- Invisible Man study guide, themes, quotes, character analyses, teaching resources